# 2857 NOT
أن أو تي (ويعرف أيضًا باسم 2857 أن أو تي وفق تسمية الكوكب الصغير) (بالإنجليزية: NOT)‏ هو كويكب ضمن حزام الكويكبات؛ وترتيبه 2857 من حيث الاكتشاف.
اكتُشف هذا الجُرم الفلكي بواسطة ليسي أوترما في 17 فبراير 1942، وأُطلق عليه هذا الاسم نسبةً إلى Nordic Optical Telescope ‏.

## وصلات خارجية
- 2857 NOT في قاعدة بيانات مختبر الدفع النفاث لأجرام النظام الشمسي الصغيرة

- الاكتشاف · مخطط المدار ·  العناصر المدارية · المعلمات المادية

- 2857 NOT على موقع ويكي سكاي: DSS2, SDSS, GALEX, IRAS, Hydrogen α, X-Ray, Astrophoto, Sky Map, Articles and images